# Анонса
Анонса (франц. annonce оглас, објава) је краћи оглас штампан у новинама и врло често графички решен, којим се најављује нека ппозоришна премијера или значајна реприза.
У ширем смислу може значити писано обавештење, рекламу или најаву.